# Lampropeltis polyzona
Espèce
Synonymes
- Lampropeltis triangulum polyzona Cope, 1860
- Cornonella micropholis arcifera Werner, 1903
- Lampropeltis triangulum arcifera (Werner, 1903)
- Lampropeltis triangulum nelsoni Blanchard, 1920
- Lampropeltis triangulum schmidti Stuart, 1935
- Lampropeltis triangulum conanti Williams, 1978
- Lampropeltis triangulum sinaloae Williams, 1978
- Lampropeltis triangulum smithi Williams, 1978
- Lampropeltis triangulum campbelli Quinn, 1983

Lampropeltis polyzona est une espèce de serpents de la famille des Colubridae.

## Répartition
Cette espèce est endémique du Mexique.

## Publication originale
- Cope, 1861 "1860" : Catalogue of the Colubridae in the Museum of the Academy of Natural Sciences of Philadelphia, with notes and descriptions of new species. Part 2. Proceedings of the Academy of Natural Sciences of Philadelphia, vol. 12, p. 241-266 (texte intégral).